# Adorján Jenő (nyelvtanár)
Adorján Jenő (Vargyas, 1886. augusztus 9. – Kolozsvár, 1956. február 15.) nyelvtanár, irodalomtörténész.

## Élete
A kolozsvári egyetemen Meltzl Hugó (1846.  július 31. –  1908.  január 20.)   germanista tanár növendéke volt. Germanisztikai tanulmányait Jéna, valamint Bécs városaiban folytatta tovább. A kolozsvári Kereskedelmi Akadémia német levelezési tanszékén adott elő. Önálló kötetben feldolgozta Garay János elbeszélő költészetét 1914-ben, majd Jókai Mór román alakjairól írt tanulmányt (Românii în opera lui M. Jókai), amely megjelent a segesvári román líceum 1929-1933-as évkönyvében.